# VM i mountainbikeorientering 2008
Verdensmesterskabet i mountainbike-orientering 2008 blev afviklet i Polen i perioden 24. – 31. august 2008.
Mesterskabet bestod af fire konkurrencer for både mænd og kvinder:
|                | Mænd      | Kvinder   |
| Sprint         | 2,0 km    | 2,0 km    |
| Mellemdistance | 9,5 km    | 8,4 km    |
| Langdistance   | 27,6 km   | 18,8 km   |
| Stafet         | 3×12,4 km | 3×10,1 km |
Danske ryttere vandt medaljer i fem af de otte konkurrencer, og Danmark endte med to guld-, to sølv- og en bronzemedalje.

## Mænd

### Sprint
| Plac.                     | Rytter              | Tid    |
| ------------------------- | ------------------- | ------ |
| Guld                      | Lasse Brun Pedersen | 19:43  |
| Sølv                      | Jiri Hradil         | 20:16  |
| Bronze                    | Tonis Erm           | 20:19  |
| 4.                        | Ruslan Gritsan      | 20:34  |
| 5.                        | Beat Schaffner      | 20:46  |
| Øvrige danske placeringer |                     |        |
| 9.                        | Søren Strunge       | 21:04  |
| 11.                       | Bjarke Refslund     | 21:19  |
| -                         | Allan Jensen        | Diskv. |
| -                         | Torbjørn Gasbjerg   | Diskv. |

### Mellemdistance
| Plac.                     | Rytter                 | Tid     |
| ------------------------- | ---------------------- | ------- |
| Guld                      | Adrian Jackson         | 54:13   |
| Sølv                      | Søren Strunge          | 54:39   |
| Bronze                    | Lubomir Tomecek        | 55:26   |
| 4.                        | Anton Foliforof        | 56:29   |
| 5.                        | Ruslan Gritsan         | 56:30   |
| Øvrige danske placeringer |                        |         |
| 8.                        | Torbjørn Gasbjerg      | 57:14   |
| 10.                       | Erik Skovgaard Knudsen | 58:10   |
| 12.                       | Allan Jensen           | 58:16   |
| 31.                       | Lasse Brun Pedersen    | 1:03:32 |
| -                         | Bjarke Refslund        | Diskv.  |

### Langdistance
| Plac.                     | Rytter                 | Tid     |
| ------------------------- | ---------------------- | ------- |
| Guld                      | Ruslan Gritsan         | 1:42:28 |
| Sølv                      | Torbjørn Gasbjerg      | 1:44:16 |
| Bronze                    | Beat Okle              | 1:44:22 |
| 4.                        | Lubomir Tomecek        | 1:45:02 |
| 5.                        | Anton Foliforof        | 1:05:19 |
| Øvrige danske placeringer |                        |         |
| 9.                        | Bjarke Refslund        | 1:47:10 |
| 11.                       | Erik Skovgaard Knudsen | 1:47:44 |
| 15.                       | Søren Strunge          | 1:50:04 |
| -                         | Allan Jensen           | Diskv.  |
| -                         | Lasse Brun Pedersen    | Diskv.  |

### Stafet
| Plac.  | Hold       | Tid     |
| ------ | ---------- | ------- |
| Guld   | Danmark    | 2:13:09 |
| Sølv   | Rusland    | 2:13:16 |
| Bronze | Tjekkiet   | 2:16:24 |
| 4.     | Schweiz    | 2:16:34 |
| 5.     | Tjekkiet 2 | 2:16:54 |
| 6.     | Danmark 2  | 2:17:31 |
Det danske vinderhold bestod af Lasse Brun Pedersen, Torbjørn Gasbjerg og Søren Strunge, mens andetholdet bestod af Allan Jensen, Bjarke Refslund og Erik Skovgaard Knudsen.

## Kvinder

### Sprint
| Plac.              | Rytter                | Tid   |
| ------------------ | --------------------- | ----- |
| Guld               | Hana Bajtosowa        | 21:04 |
| Sølv               | Michaela Gigon        | 21:08 |
| Bronze             | Martina Tichovska     | 21:43 |
| 4.                 | Marquita Gelderman    | 22:05 |
| 5.                 | Anna Fuzy             | 22:06 |
| Danske placeringer |                       |       |
| 10.                | Line Pedersen         | 22:25 |
| 31.                | Rikke Kornvig         | 26:26 |
| 46.                | Anne-Mette Nørregaard | 33:14 |

### Mellemdistance
| Plac.                     | Rytter                | Tid     |
| ------------------------- | --------------------- | ------- |
| Guld                      | Ksenia Chernuh        | 51:43   |
| Sølv                      | Michaela Gigon        | 52:13   |
| Bronze                    | Paivi Tommola         | 52:39   |
| 4.                        | Line Pedersen         | 53:12   |
| 5.                        | Marquita Gelderman    | 54:17   |
| Øvrige danske placeringer |                       |         |
| 30.                       | Anne-Mette Nørregaard | 1:06:58 |
| -                         | Rikke Kornvig         | Diskv.  |

### Langdistance
| Plac.                     | Rytter                | Tid     |
| ------------------------- | --------------------- | ------- |
| Guld                      | Christine Schaffner   | 1:23:14 |
| Sølv                      | Marika Hara           | 1:25:11 |
| Bronze                    | Line Pedersen         | 1:26:20 |
| 4.                        | Ingrid Stengård       | 1:26:21 |
| 5.                        | Nadija Mikrukova      | 1:26:52 |
| Øvrige danske placeringer |                       |         |
| 32.                       | Rikke Kornvig         | 1:43:29 |
| 33.                       | Anne-Mette Nørregaard | 1:43:41 |

### Stafet
| Plac.  | Hold     | Tid     |
| ------ | -------- | ------- |
| Guld   | Finland  | 2:13.40 |
| Sølv   | Rusland  | 2:18:55 |
| Bronze | Østrig   | 2:19:29 |
| 4.     | Danmark  | 2:20:41 |
| 5.     | Tjekkiet | 2:23:37 |
Det danske hold bestod af Rikke Kornvig, Anne-Mette Nørregaard og Line Pedersen.